# Mary Philbin
Mary Philbin (Chicago, 16 juli 1902 – Huntington Beach, 7 mei 1993) was een Amerikaans actrice.

## Biografie
Philbin begon een carrière als actrice te achterhalen nadat ze een door Universal Pictures georganiseerde schoonheidswedstrijd won. Philbins eerste film werd in 1921 uitgebracht en ze was in de jaren twintig in verscheidene bekende films te zien. Zo had ze in 1923 een rol in Foolish Wives en had ze in 1925 de hoofdrol in The Phantom of the Opera, een van de bekendste films uit de jaren twintig. Ze werd bekend nadat ze in 1922 werd uitgeroepen tot een van de WAMPAS Baby Stars.
Zoals vele andere actrices uit die tijd, lukte het Philbin niet haar carrière te behouden toen de geluidsfilm opdook. Toch speelde ze in enkele geluidsfilms en synchroniseerde haar eigen stem na toen ze dit deden bij The Phantom of the Opera.
Philbin was ooit verloofd met Paul Kohner, maar verbrak dit toen haar ouders het niet goedkeurden dat Kohner joods was. Ze trouwde nooit en was nauwelijks te zijn bij publieke verschijningen.
Philbin overleed in 1993 aan een longontsteking.

## Filmografie (selectie)
- 1923: Foolish Wives
- 1923: Merry-Go-Round
- 1925: The Phantom of the Opera
- 1925: Stella Maris
- 1927: The Last Performance
- 1928: Sentimental Tommy
- 1928: The Man Who Laughs

- Bibsys: 11081830
- Biblioteca Nacional de España: XX1322535
- Bibliothèque nationale de France: cb14215680m (data)
- Gemeinsame Normdatei: 160231809
- International Standard Name Identifier: 0000 0000 6310 2267
- Library of Congress Control Number: n94036721
- Nationale bibliotheek van Australië: 35230904
- Nationale Bibliotheek van Israël: 987007339656405171
- Nationale Bibliotheek van Polen: a0000003250265
- Nederlandse Thesaurus van Auteursnamen: 073782742
- SNAC: w6nx3jmv
- Système universitaire de documentation: 108970345
- Trove: 874398
- Virtual International Authority File: 49434766
- WorldCat: E39PBJy48Rh4tghbfGcWdwxYyd